# Avenida 9 de Julio

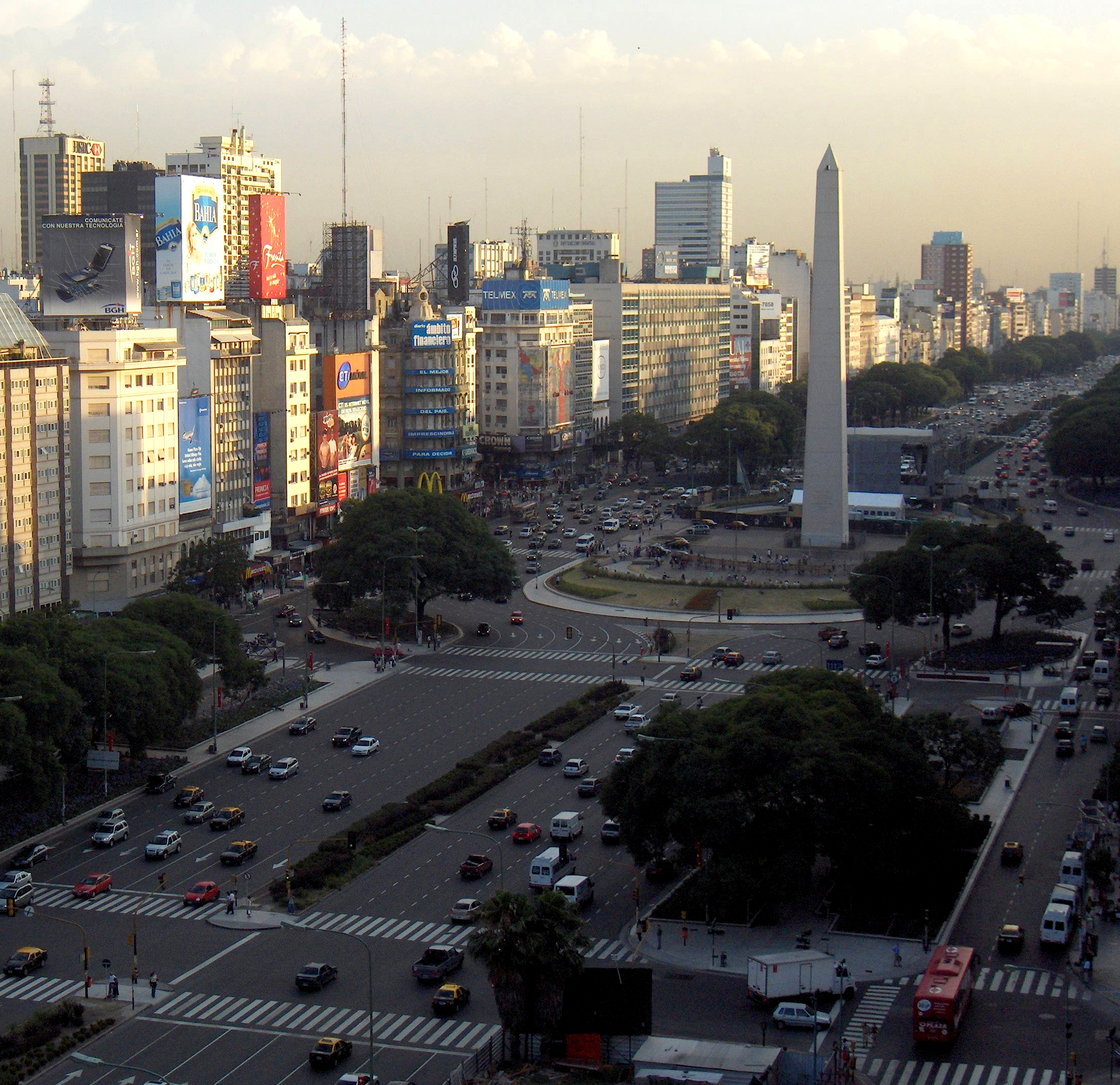
Avenida 9 de Julio.

L'Avenida 9 de Julio (Avinguda 9 de Juliol en català) és una important artèria de la Ciutat de Buenos Aires, capital de l'Argentina. Amb 140 metres d'ample, és una de les avingudes més amples del món.
L'avinguda duu el nom com homenatge del dia de la declaració de la independència de l'Argentina, el 9 de juliol de 1816. És, amb l'Avenida General Paz, l'únic carrer o avinguda que no canvia el nom en creuar l'Avenida Rivadavia en tota la ciutat de Buenos Aires, exceptuant l'Avenida General Paz.

## Trajecte

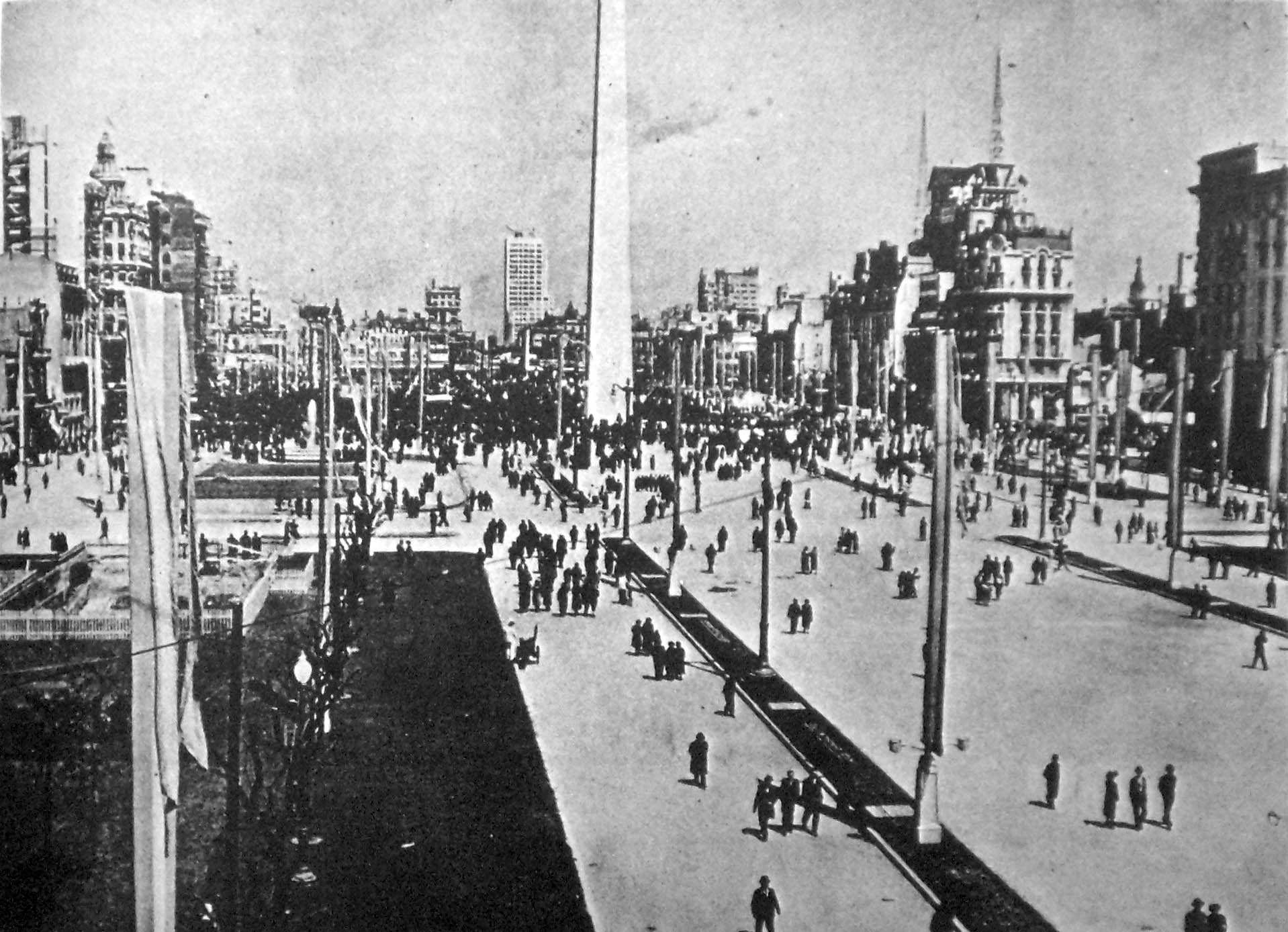
L'avinguda el dia de la seva inauguració.

Va des de l'ambaixada de França cap al nord, fins a la Plaza Constitución al sud, a una distància aproximada de 1.000 metres de la costa del Río de la Plata. El seu punt nord és l'inici de l'autopista Arturo Illia, en el carrer Arroyo, mentre que al sud està connectada amb l'autopista 25 de Mayo, que duu cap a l'oest del Gran Buenos Aires, al Aeropuerto Internacional Ministro Pistarini, i a l'autopista 9 de Julio, està connectada amb les carreteres nacionals 1, a La Plata, i 2, a Mar del Plata i al sud de la província de Buenos Aires.

## Punts d'interès
Els punts turístics més destacats al llarg de l'avinguda són, de nord a sud:
- L'ambaixada de França, considerada una obra mestra de l'arquitectura.[1]
- El Teatro Colón
- La punta oest del carrer de vianants Lavalle.
- L'obelisc i la Plaza de la República.
- L'estàtua del Quixot en la intersecció amb l'Avenida de Mayo.
- L'edifici del Ministeri de Desenvolupament Social.
- L'Estación Constitución i la Plaza Constitución.

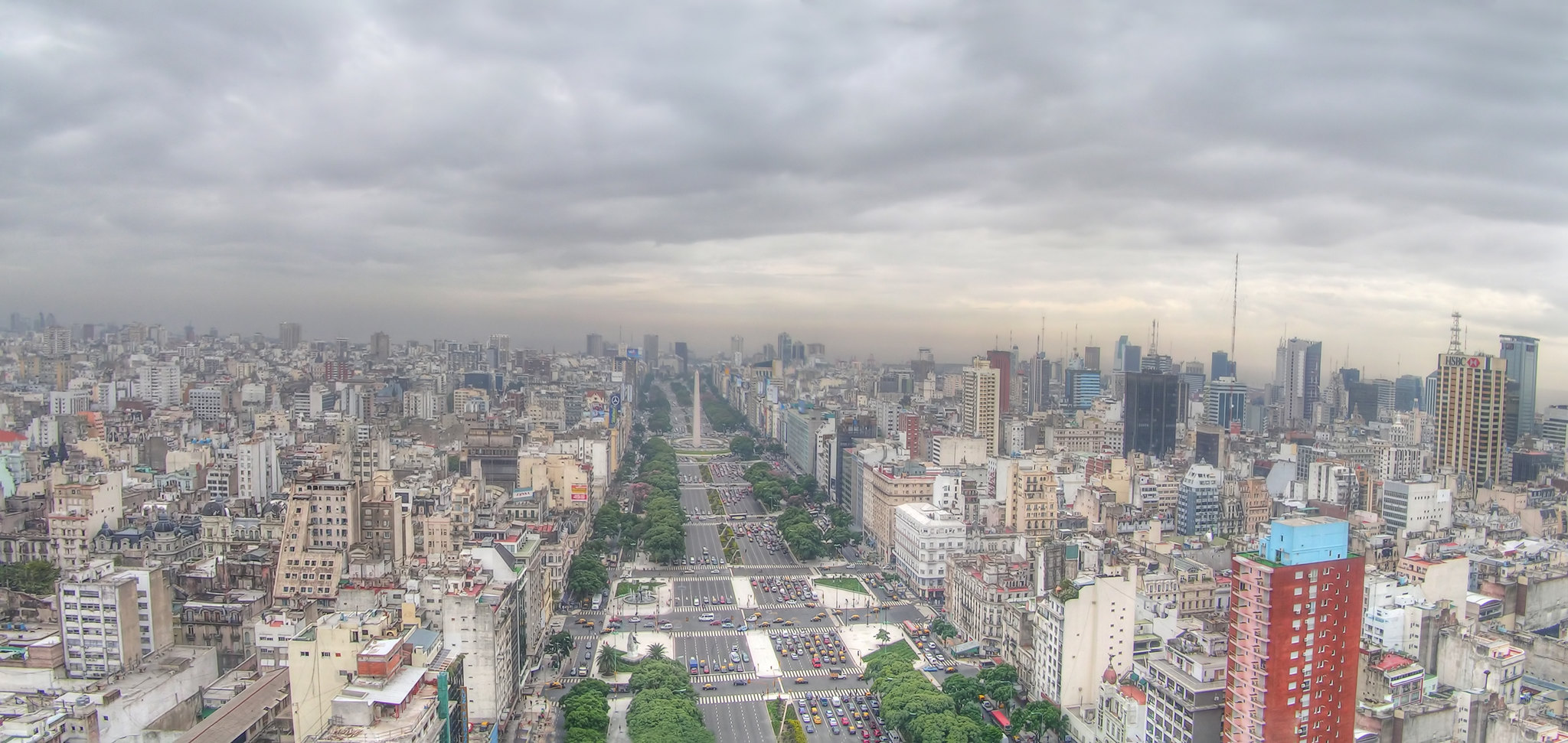
Vista aèria.

L'avinguda va ser plantejada originalment el 1895 per a travessar la ciutat de nord a sud, però els treballs de construcció van començar al segle següent, l'any 1937. El tram principal es va completar la dècada de 1960. Les connexions fins al sud es van completar el 1980, durant la dictadura militar, fet que va ocasionar moltes demolicions d'habitatges i va provocar la reubicació forçada de milers d'habitants.